# Wilhelm Ferdinand Erichson
Wilhelm Ferdinand Erichson (26 de noviembre de 1809, Stralsund - 18 de diciembre de 1848, Berlín) fue un entomólogo alemán.
Fue autor de numerosos artículos sobre insectos, principalmente en la obra Archiv für Naturgeschichte. Erichson escribió un artículo en 1842 sobre las especies de insectos recogidos en Woolnorth en Tasmania, Australia, que fue la primera investigación detallada publicada sobre la biogeografía de los animales australianos y fue muy influyente en el aumento de interés científico en la fauna australiana.

## Obra
- Genera Dytiscorum. Berlín (1832).
- Die Käfer der Mark Brandenburg. Dos v. Berlín (1837-1839).[2]
- Genera et species Staphylinorum insectorum. Berlín (1839-1840).
- Entomographien. Berlín (1840).
- 1839: «IX. Insecten». Archiv fur Naturgeschichte 5(2): 281-375.[3]
- 1842: «Beitrag zur Insecten-Fauna von Vandiemensland, mit besonderer Berücksichtigung der geographischen Verbreitung der Insecten». Archiv fur Naturgeschichte 8: 83-287.[4]
- Bericht über die wissenschaftlichen Leistungen auf dem Gebiete der Entomologie. Berlín (1838).
- Naturgeschichte der Insekten. Berlín (1845-1848).

## Abreviatura (zoología)
La abreviatura Erichson  se emplea para indicar a Wilhelm Ferdinand Erichson como autoridad en la descripción y taxonomía en zoología.